# Schöna (Mockrehna)
Schöna ist ein Ortsteil der Gemeinde Mockrehna im Landkreis Nordsachsen in (Sachsen). Um Verwechslungen auszuschließen, wird dem Ort oft bei Eilenburg hinzugefügt.

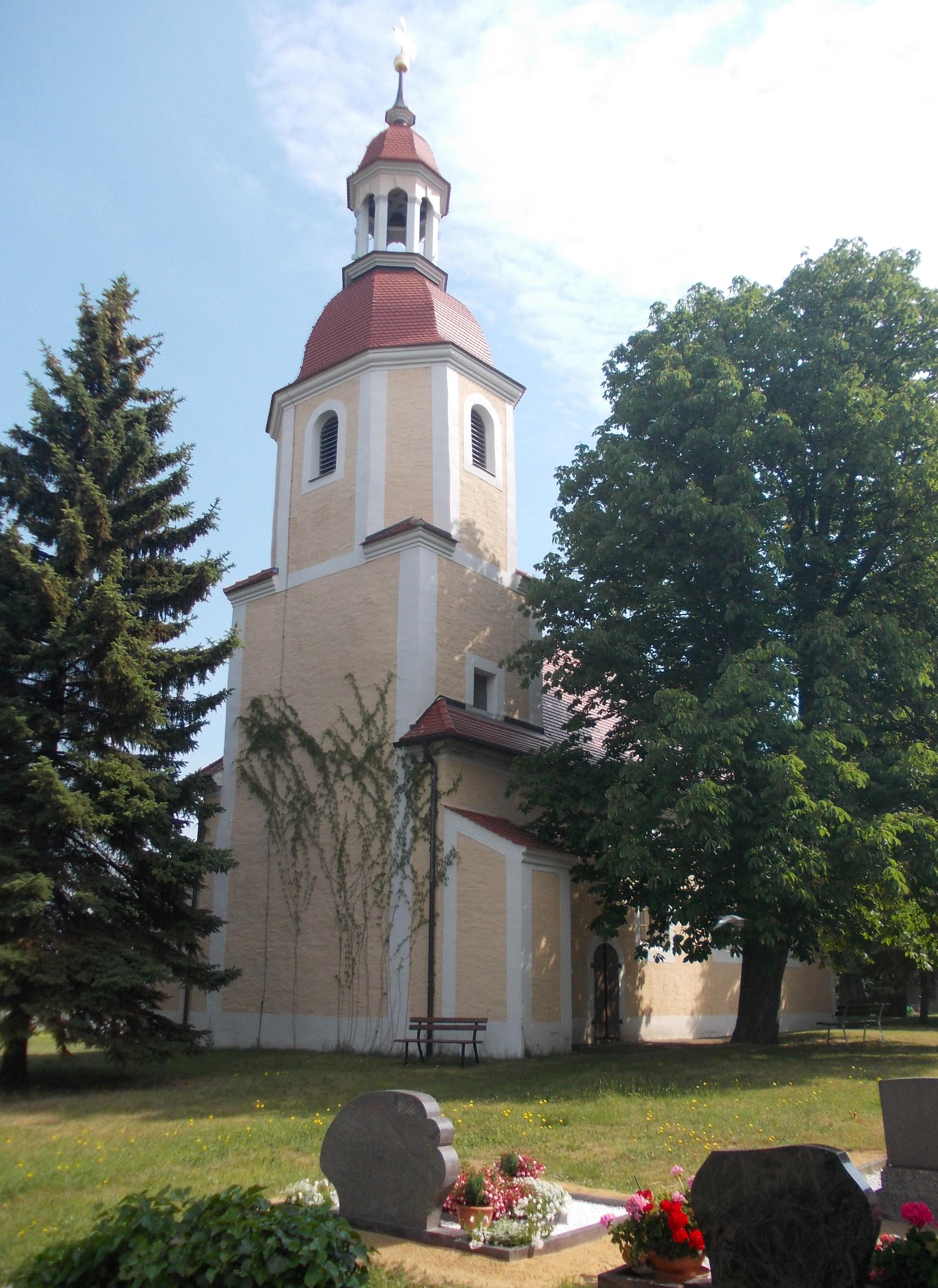
Dorfkirche

## Geografie
Der Ort Schöna liegt südlich des Hauptortes Mockrehna an der Staatsstraße 20 und der Kreisstraße 8903 im Gebiet zwischen Eilenburg und Torgau. Nördlich des Ortes verlaufen die Bundesstraße 87 und die Bahnstrecke Halle–Cottbus. Jenseits der Bahnstrecke beginnt der Naturpark Dübener Heide. Schöna ist von der Siedlungsform her ein Platzdorf.

## Geschichte
Schöna wurde 1201 als Sconowe erstmals urkundlich erwähnt. Der Name bedeutet vermutlich Schöne Aue. Seit 1999 ist Schöna ein Ortsteil der Gemeinde Mockrehna.

## Sehenswürdigkeiten
- Dorfkirche zu Schöna[4]

## Kultur
Seit 1901 existiert die Freiwillige Feuerwehr Schöna, seit 1961 eine Blaskapelle und seit 1991 ein Bikerclub namens "Sächsische Tourenfahrer".